# AMX-50
El AMX 50 (designación oficial) o AMX-50 es un tanque pesado francés diseñado tras la Segunda Guerra Mundial. Fue propuesto en diferentes etapas de su desarrollo como un tanque de batalla medio, pesado y principal para el Ejército Francés, incorporando muchas características avanzadas. Sin embargo, fue cancelado a finales de la década de 1950 , debido principalmente a situaciones económicas y políticas después de graves retrasos en su desarrollo.

## Desarrollo

### M 4
Después de la guerra, el ejército francés no tenía en su inventario tanques modernos con armamento pesado. Se estaba desarrollando el ARL 44, pero este vehículo, aunque estaría armado con un potente 90 mm, difícilmente podía considerarse moderno, ya que su sistema de suspensión estaba obsoleto. Por ello, ya en marzo de 1945 se había invitado a la industria francesa a diseñar un vehículo modernizado y que cumpliera de manera satisfactoria con los requerimientos del ejército.  El mismo año, la empresa Ateliers de Construction d'Issy-les-Moulineaux (AMX) presentó su proyecto 141, un proyecto para construir el prototipo llamado M 4, armado con un cañón Schneider de 90 mm y de 1000 m/s de velocidad de salida, comparable en rendimiento al KwK 43 alemán de 8,8 cm . 
El M 4 se parecía mucho al Tiger II alemán en su forma general, aunque la torreta estaba hecha de secciones soldadas; pero para limitar el peso a las treinta toneladas deseadas, las proporciones del tanque eran bastante más pequeñas y el blindaje tenía un espesor máximo de sólo 30 mm. Al igual que los tanques alemanes posteriores de la guerra, tenía, en este caso ocho ruedas superpuestas.  Parte del proyecto consistía en estudiar si se debería utilizar una suspensión moderna con barra de torsión o reducir la altura diez centímetros mediante un montaje de ballestas o muelles helicoidales.Se encargaron dos prototipos del M 4. El Ejército pronto indicó que el nivel de protección ofrecido por los 30 mm de armadura era muy baja e inaceptable para sus requerimientos. En respuesta, el blindaje se incrementó a 80 mm. Para  evitar un excesivo aumento del peso del vehículo se decidió instalar una novedosa torreta oscilante, diseñada por la Compagnie des forges et aciéries de la marine et d'Homécourt (FAMH). Sin embargo, cuando el primer prototipo, ahora llamado AMX 50 por la categoría de peso prevista, se entregó en 1949,  ya pesaba 53,7 toneladas. En el invierno de 1950, en lugar del 90 mm,  se instaló un cañón de 100 mm diseñado por el Arsenal de Tarbes .  Un segundo prototipo, con una torreta ligeramente diferente, y también con un cañón de 100 mm, estuvo listo poco después.  Los prototipos tenían una longitud, con cañón, de 10,43 m, una anchura de 3,40 m y una altura de 3,41 m. Estaba pensado que con un motor de 1.200 HP pudiera alcanzar una velocidad muy superior a todos los tipos de tanques medios existentes. Se probaron el Maybach HL 295 (un motor de gasolina alemán rediseñado en 1945 capturado en Friedrichshafen  por el ingeniero general Joseph Molinié ) y un motor diésel Saurer. Ambos no lograron entregar el rendimiento requerido y la velocidad máxima alcanzada no fue superior a 51 km/h, mientras que la velocidad a campo través era de 20 km/h.  Los prototipos fueron probados entre 1950 y 1952.
La transmisión del AMX M 4 fue desarrollada para el ejército francés por la empresa alemana Zahnradfabrik Friedrichshafen (ZF) en 1945. Se trataba de una moderna caja de cambios manual de cinco velocidades con dirección de doble diferencial de dos radios ( Überlagerungslenkgetriebe ) integrada. Los frenos de servicio se instalaron en ambos lados de salida de la transmisión. Se trataba de frenos de disco Argus del tipo desarrollado por de, similares a los utilizados anteriormente en los tanques alemanes Tiger y Panther.  
Paralelamente al M 4, desde 1946 AMX diseñó el AMX Chasseur de Char, un cazacarros de 34 toneladas ligeramente blindado basado en el chasis del M 4, pero equipado con una moderna torreta redondeada y elegante diseñada alrededor de un cañón de 90 mm.  No se construyó ningún prototipo. 

### SOMUA SM
En competencia con AMX, la empresa SOMUA también desarrolló un tanque para satisfacer la necesidad de un vehículo según los requisitos del Ejército, denominado como Char SOMUA SM, que sin embargo había sido concebido como un Char Lourd ("tanque pesado") en la categoría de peso de sesenta toneladas del desde el principio, como el M4 en paralelo al Tiger II alemán. 
Al final, el ejército francés obligó a ambas empresas a trabajar con especificaciones detalladas idénticas. Como resultado, el SOMUA SM se parecía mucho al AMX 50. También tenía una torreta oscilante: la primera, que portaba un cañón de 90 mm, luego pasando a una con un cañón de 100mm . La principal diferencia externa era que las nueve ruedas no se superponían. 
No se probó hasta 1953, entre enero y julio, ya que muchas piezas del tanque no habían sido suficientemente desarrolladas y el tanque no estaba preparado para las pruebas; la demora aseguró que el prototipo fuera rechazado.

### AMX 50 "120 mm"

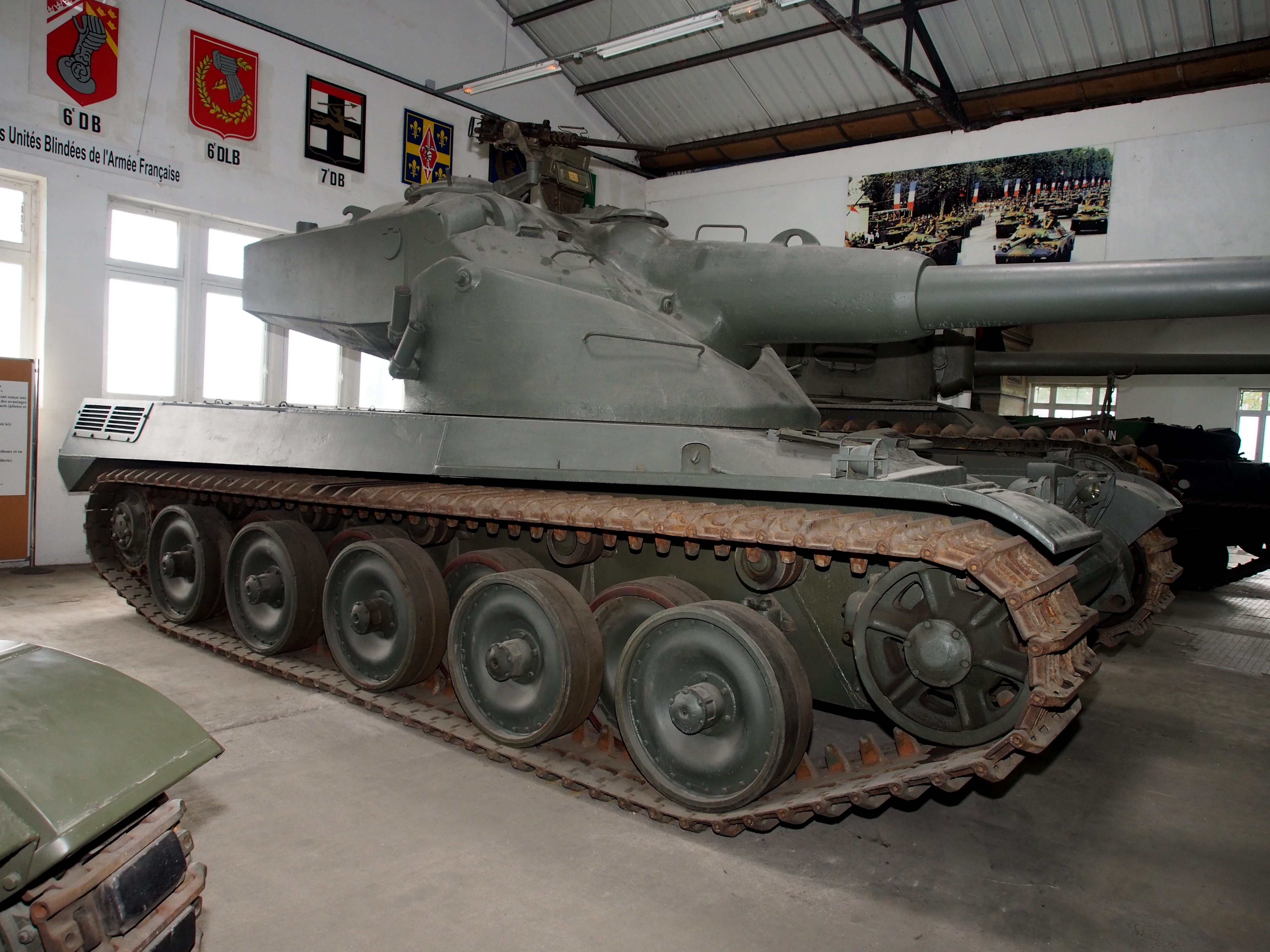
Un AMX 50 de 120 mm en el Museo de los Blindés

En agosto de 1951 se inició un tercer proyecto basado en el AMX 50.  La DEFA ( Direction des Études et Fabrications d'Armement, la oficina estatal francesa de diseño de armas) iba a construir diez vehículos de preserie,  siendo el primero entregado en 1953. El tipo estaba armado con un cañón de 120 mm con una salida de boca que alcanzaba los 1000 m/s ,  en respuesta a la amenaza percibida que representan los tanques pesados soviéticos, como el IS-3  y el T-10
Para dar espacio al cañón más grande, se instaló una enorme torreta, y aunque originalmente fue planeado que esta fuera del tipo convencional, finalmente se decidió hacerla de tipo oscilante. 
Basado en el chasis del M 4, en 1950 se diseñó y completó un prototipo de cazacarros pesado con un cañón autopropulsado de 
120 mm,  el Canon Automoteur AMX 50 Foch, que lleva el nombre del mariscal Ferdinand Foch . Este cazacarros estaba destinado a dar apoyo de fuego de largo alcance al tanque medio AMX 50 "100 mm". Después de que se planeó que la versión de tanque estuviera armada con un 120 Cañón de mm, el proyecto Foch fue abandonado.
Como ya era obvio a principios de la década de 1950, que el AMX 50 podría resultar demasiado pesado (el peso final de 53,7 toneladas fue una sorpresa), en 1952 se inició un proyecto paralelo de tanque mediano: el Lorraine 40t.